# HMS Swift (1777)
 (mai 2021).
Pour les articles homonymes, voir Swift.
Le HMS Swift était un bateau-sloop de classe Swan de 14 canons, lancé le 1er janvier 1777. Il a été commissionné ce mois-là sous le lieutenant George Keppel et a navigué pour l'Amérique du Nord le27 mars. Le commandement passa plus tard à Thomas Lennox Frederick, qui le dirigea dans les opérations sur le fleuve Delaware. Le 22 novembre 1778, il coula un corsaire américain, Rattlesnake, au large du cap Henry. Pendant l'action, Swift s'est échoué et il a été brûlé par son équipage pour l'empêcher de tomber entre les mains de l'ennemi.